# تحالف الصفقة الجديدة

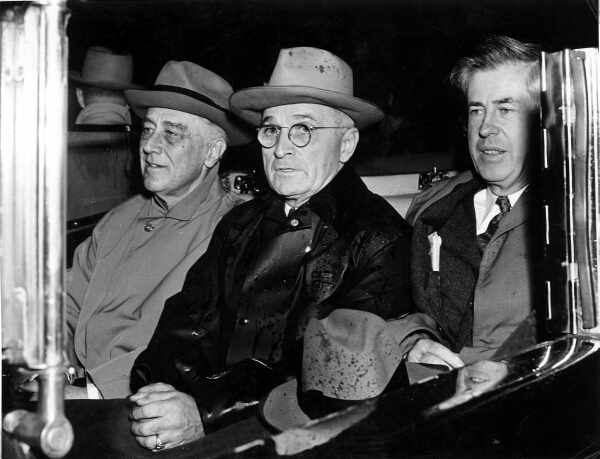

كان تحالف الصفقة الجديدة اصطفافاً لمجموعات ذات مصالح مشتركة وقوائم انتخابية في الولايات المتحدة الأمريكية دعم الصفقة الجديدة وصوت للمرشحين الديمقراطيين من عام 1932 حتى أواخر ستينيات القرن العشرين. جعل التحالف الحزب الديمقراطي حزب الأكثرية على الصعيد الوطني خلال تلك الحقبة. خسر الديمقراطيون مكانهم في البيت الأبيض فقط لصالح دوايت د. آيزنهاور، وهو جمهوري مناصر للصفقة الجديدة وبطل حرب، في عام 1952 وفي عام 1956؛ تحكموا أيضًا بكل من مجلسي الكونغرس في معظم تلك الفترة. صنع فرانكلين د. روزفلت تحالفًا شمل منظمات حزبية ديمقراطية خاصة بالولايات، وآلات سياسية على مستوى المدن، واتحادات عمالية، وعمال الياقات الزرقاء، وأقليات (من بينهم يهود وأوروبيون جنوبيون وشرقيون، وأمريكيون أفارقة)، ومزارعين، وجنوبيين بيض، وأشخاص معتاشين على معونات الدولة، ومثقفين. وفر هذا التحالف لروزفلت دعمًا شعبيًّا للعديد من البرامج الحكومية واسعة النطاق والتي طبقت خلال فترة الصفقة الجديدة. بدأ التحالف بالتداعي مع ما سمي بالتحزب المر خلال انتخابات عام 1968، ولكنه يبقى النموذج الذي يسعى النشطاء الحزبيون لاستنساخه من جديد.

## خلفية تاريخية

### تشكل التحالف
شكلت الانتخابات الرئاسية عام 1932 وانتخابات مجلس الشيوخ عام 1934 بداية تحولات طويلة الأمد في السلوك الانتخابي، وسببت إعادة اصطفاف استمرت لفترة معتد بها. أطلق روزفلت صفقته الجديدة في عام 1933 وشكل تحالفًا من اتحادات العمال، والشيوعيين، والاشتراكيين، والليبراليين، والأقليات الدينية والعرقية (الكاثوليك واليهود والسود)، والبيض الجنوبيين، والأشخاص الفقراء، والأشخاص الذين يعيشون على مساعدات من الدولة. الذي وفر الثقل التنظيمي كان الآلات السياسية في المدن الكبرى، التي حصلت على الملايين من أعمال الإغاثة ومليارات الدولارات في مشاريع الإنفاق. شكلت هذه القوائم الانتخابية معًا أكثرية من الناخبين وأهدت للحزب الديمقراطي سبعة انتصارات من أصل تسع انتخابات رئاسية (1932-1948، 1960، 1964)، كذلك فقد ضمنت له السيطرة على كل من مجلسي الكونغرس خلال كل السنوات ما عدا أربع سنوات خلال الفترة ما بين 1932 و1980 (فاز الجمهوريون بأكثريات بهوامش صغيرة في عامي 1946 و1952). بدءًا من ثلاثينيات القرن العشرين، استخدم مصطلح «ليبرالي» في السياسة الأمريكية للإشارة إلى مناصري التحالف، ومصطلح «محافظ» في الإشارة إلى خصومه. لم يجرِ تنظيم التحالف رسميًّا على الإطلاق، وكثيرًا ما كان الأعضاء المؤلفون له على خلاف. كان التحالف عادةً منقسمًا في شؤون السياسة الخارجية والقضايا العرقية ولكنه كان أكثر اتحادًا فيما يخص دعم الاقتراحات الليبرالية في السياسات المحلية الأخرى.
دعا علماء السياسة التحالف الجديد باسم «النظام الحزبي الخامس» تمييزًا له عن النظام الحزبي الرابع في حقبة 1896-1932 والذي حل محله. وجد الصحفي سيدني لوبل في استبيانه للناخبين بعد الانتخابات الرئاسية لعام 1948 أن هاري ترومان الديمقراطي، وليس ثوماس إي. ديوي الجمهوري، كان يبدو أنه المرشح الآمن والأكثر محافظةً بالنسبة لمن سماهم «الطبقة الوسطى الجديدة» التي تطورت خلال السنوات العشرين السابقة. كتب قائلًا: «بالنسبة لجزء معتبر من الناخبين، فإن الديمقراطيين حلوا محل الجمهوريين بصفتهم حزب الازدهار» واقتبس من شخص أجاب حين سئل عن سبب عدم تصويته للجمهوريين بعد الانتقال للضواحي بقوله: «أمتلك منزلًا جميلًا، وسيارةً جديدةً، وحالتي المعيشية أفضل بكثير من والديّ. كنت ديمقراطيًّا طيلة حياتي. لم عليَّ أن أتغير؟»

### الإدارات
كان لروزفلت جاذب مغناطيسي لقاطني المدن، وخاصة الأقليات الأفقر، والاتحادات والنقابات، والحاصلين على أعمال إغاثة. صوت دافعو الضرائب والشركات الصغيرة والطبقة المتوسطة لروزفلت في عام 1936، ولكنهم انقلبوا ضده بشدة بعد أن بدا أن الكساد الاقتصادي في 1937-1938 يناقض وعوده بالتعافي.
اكتشف روزفلت استخدامًا جديدًا بالكامل للآلات السياسية في المدن في حملات إعادة انتخابه. كان الرؤساء المحليون عادةً يخفضون أعداد المصوتين للحد الأدنى ليضمنوا التحكم الموثوق في مناطقهم ومقاطعاتهم التشريعية. ولكن لكي يحصل روزفلت على الأكثرية الانتخابية فقد كان يحتاج لأكثريات كبرى في أكبر المدن ليتغلب على عداوة الضواحي والقرى. مع عقد الرئيس العام للبريد جيمس أ. فارلي ومدير إدارة تقدم الأعمال هاري هوبكينز مع الولاية والمسؤولين الديمقراطيين المحليين، استخدم روزفلت الإنفاق الفدرالي المتوفر، وخاصة إدارة تقدم الأعمال (1935-1942) كآلة سياسية وطنية. كان الأشخاص المسجلون في نظام المساعدات يستطيعون الحصول على عمل في إدارة تقدم الأعمال بغض النظر عن توجهاتهم السياسية، ولكن عشرات آلاف وظائف الإشراف أعطيت لآلات ديمقراطية محلية. صوت الناخبون الذين يعيشون على نظام المساعدات وعددهم 3.5 مليون شخص بنسبة 82% لصالح روزفلت. كذلك فقد فعلت اتحادات العمال النشيطة، المرتكزة بشكل كبير في المدن، ما بوسعها لروزفلت المحسن إليها، بنسبة تصويت بلغت 80% لصالحه، كما فعل الناخبون الإيرلنديون واليهود والإيطاليون. بشكل عام، صوتت المدن المئة والست التي يفوق تعدادها السكاني آنذاك 100,000 نسمة بنسبة 70% لصالح روزفلت في عام 1936، بالمقارنة مع 59% في الأماكن الأخرى. ربح روزفلت إعادة الانتخاب في عام 1940 بفضل المدن. في الشمال، أعطت المدن التي يفوق عدد سكانها 100,000 روزفلت 60% من أصواتها، في حين فضلت بقية مدن الشمال ويندل ويلكي بنسبة 52%. كان هذا بالكاد كافيًا لتوفير هامش الأصوات الانتخابية الحرج.
مع بدء التجنيد الحربي الشامل في صيف عام 1940، استعادت المدن عافيتها. ضخ اقتصاد الحرب اسثمارات هائلة في المصانع الجديدة ومول إنتاج الذخيرة على مدار الساعة، متكفلًا بوظيفة لكل من كان يدق أبواب المصانع بحثًا عن عمل.

### الانحدار والسقوط
تهالك التحالف بنسبة كبيرة بسبب تراجع تأثير الاتحادات العمالية وردة الفعل على عملية الدمج العرقي، والجرائم في المدن، والثقافة المضادة لستينيات القرن العشرين. خلال ذلك، كسب الجمهوريون كثيرًا بإعطائهم وعودًا بتخفيضات ضريبية والسيطرة على الجرائم. خلال ستينيات القرن العشرين بدأت قضايا جديدة كالحقوق المدنية وحرب الفيتنام والتمييز الإيجابي والشغب الكبير في المدن بتفريق التحالف وإبعاد العديد من أعضائه عنه. بالإضافة إلى ذلك، فقد افتقد التحالف إلى قائد مشابه لروزفلت. ربما يكون الأقرب له ليندون ب. جونسون، الذي حاول عمدًا إعادة بث الروح في التحالف القديم ولكنه فعليًّا فرق أعضاءه.
بدءًا من أواخر ستينيات القرن العشرين بدأت الاتحادات العمالية تخسر تأثيرها. مع توجه الاقتصاد أكثر ليصبح موجهًا نحو القطاع الخدمي توقف عدد فرص العمل في التصنيع عن التزايد. بدأت الشركات تعيد موضعة هكذا وظائف لولايات حزام الشمس الخالية من تأثير الاتحادات النقابية، وتبعها العديد من الأمريكيين. كنتيجة لذلك، فك عدد متزايد من الأمريكيين ارتباطه بالاتحادات النقابية؛ خفض هذا إلى جانب ارتفاع الرواتب بشكل عام الحافز للتصويت لصالح الحزب الديمقراطي. رسم الحزب الجمهوري اتحادات العمال هذه عقب ذلك بشكل عام على أنها فاسدة وغير فعالة ومضى زمنها.
في حين دعم معظم الأمريكيين حركة الحقوق المدنية الأصلية، فإن العديد من الناخبين من عمال الياقات الزرقاء المحافظين، بما فيهم العديد من أحفاد المهاجرين المندمجين في المجتمع، لم يعجبهم هدف الدمج العرقي وأصبحوا يخافون من تزايد الجرائم في المدن. كان الجمهوريون، أولًا في عهد ريتشارد نيكسون ومن ثم في عهد ريغان، قادرين على حشد هؤلاء الناخبين بوعود أنهم سيكونون صارمين فيما يخص تحقيق العدالة والقانون. بالإضافة إلى ذلك، اكتسب السياسيون الديمقراطيون المدنيون لاحقًا سمعةً بأنهم فاسدون ومحتالون. ساهمت أصوات عمال الياقات الزرقاء بشكل كبير في اكتساح الجمهوريين في عامي 1972 و1984 وبشكل أقل في عامي 1980 و1988.